# حلمة مقلوبة
الحلمة المقلوبة (invaginated أحيانا الحلمة) هي حالة تكون فيها الحلمة، بدلا من بروزها إلى الخارج، فإنها تكون مدفونة في الثدي. في بعض الحالات، يمكن أن تبرز الحلمة مؤقتاً إذا ما تم تحفيزها. يمكن أن يصاب النساء والرجال بالحلمة المقلوبة.

## الأسباب
الأسباب الأكثر شيوعا لانقلاب الحلمة ما يلي:
- عيب خلقي
- الرضاعة الطبيعية
- الصدمة التي يمكن أن تسببها حالات مثل تآكل الدهون، والندوب أو قد يكون نتيجة لعملية جراحية.
- ترهل الثدي، تدلي أو إطراق.

## نظام التصنيف
توجد ثلاث درجات للحلمة المقلوبة، تعتمد على مدى سهولة ودرجة التليف الموجود في الثدي بالإضافة أيضاً للضرر الذي أحدثه على القنوات الناقلة للبن.